# Мионица
Мионица (серб. Мионица) — небольшой городок в Сербии, в Колубарском округе. Население — 1620 чел. (2011).
Является центром одноимённой общины.

## География
Мионица расположена западнее центральной части Сербии, на обоих берегах реки Рибницы, притока Колубары. Ближайший крупный город — Валево, центр Колубарского округа.
Климат тёплый, умеренно сухой.
| Показатель                                                                                 | Янв. | Фев. | Март | Апр. | Май  | Июнь | Июль | Авг. | Сен. | Окт. | Нояб. | Дек. | Год  |
| ------------------------------------------------------------------------------------------ | ---- | ---- | ---- | ---- | ---- | ---- | ---- | ---- | ---- | ---- | ----- | ---- | ---- |
| Абсолютный максимум, °C                                                                    | 4,1  | 7,0  | 12,6 | 16,5 | 21,4 | 24,8 | 26,9 | 27,1 | 23,6 | 18,1 | 10,4  | 5,8  | 16,5 |
| Средняя температура, °C                                                                    | 0,5  | 3,0  | 7,3  | 11,1 | 15,8 | 19,2 | 21,0 | 20,9 | 17,4 | 12,6 | 6,4   | 2,5  | 11,5 |
| Абсолютный минимум, °C                                                                     | −3   | −0,9 | 2,0  | 5,7  | 10,3 | 13,7 | 15,2 | 14,8 | 11,3 | 7,2  | 2,5   | −0,8 | 6,5  |
| Норма осадков, мм                                                                          | 56   | 52   | 51   | 61   | 80   | 86   | 74   | 56   | 58   | 53   | 68    | 72   | 767  |
| Источник: climate-data.org (недоступная ссылка — история). Дата обращения: 30 апреля 2018. |      |      |      |      |      |      |      |      |      |      |       |      |      |

## Туризм, культура
В городе есть ряд исторических достопримечательностей, памятники, парк культуры и отдыха. В соответствующей сфере работает Туристическая организация Мионицы. Проводятся Мишичские дни, посвящённые сербскому полководцу конца XIX — начала XX века.
Работает городская Библиотека имени Милована Глишича.
В местном Культурном центре проводятся различные мероприятия, есть своя художественная галерея.
Установлены культурные связи с Калугой, в частности, обе стороны принимали участие в реконструкции Стояния на реке Угре и Колубарской битвы. Помимо культуры, взаимное сотрудничество касается экономики, сельского хозяйства и образования.
В Мионице существует этно-село Гостолюбле.

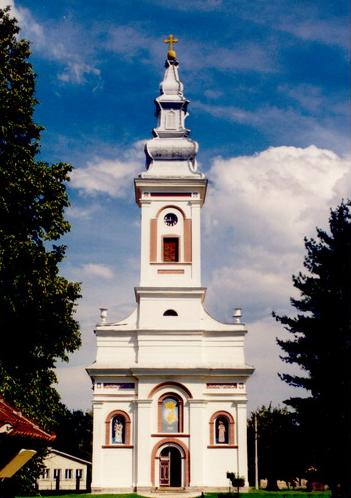
Церковь Вознесения Христова
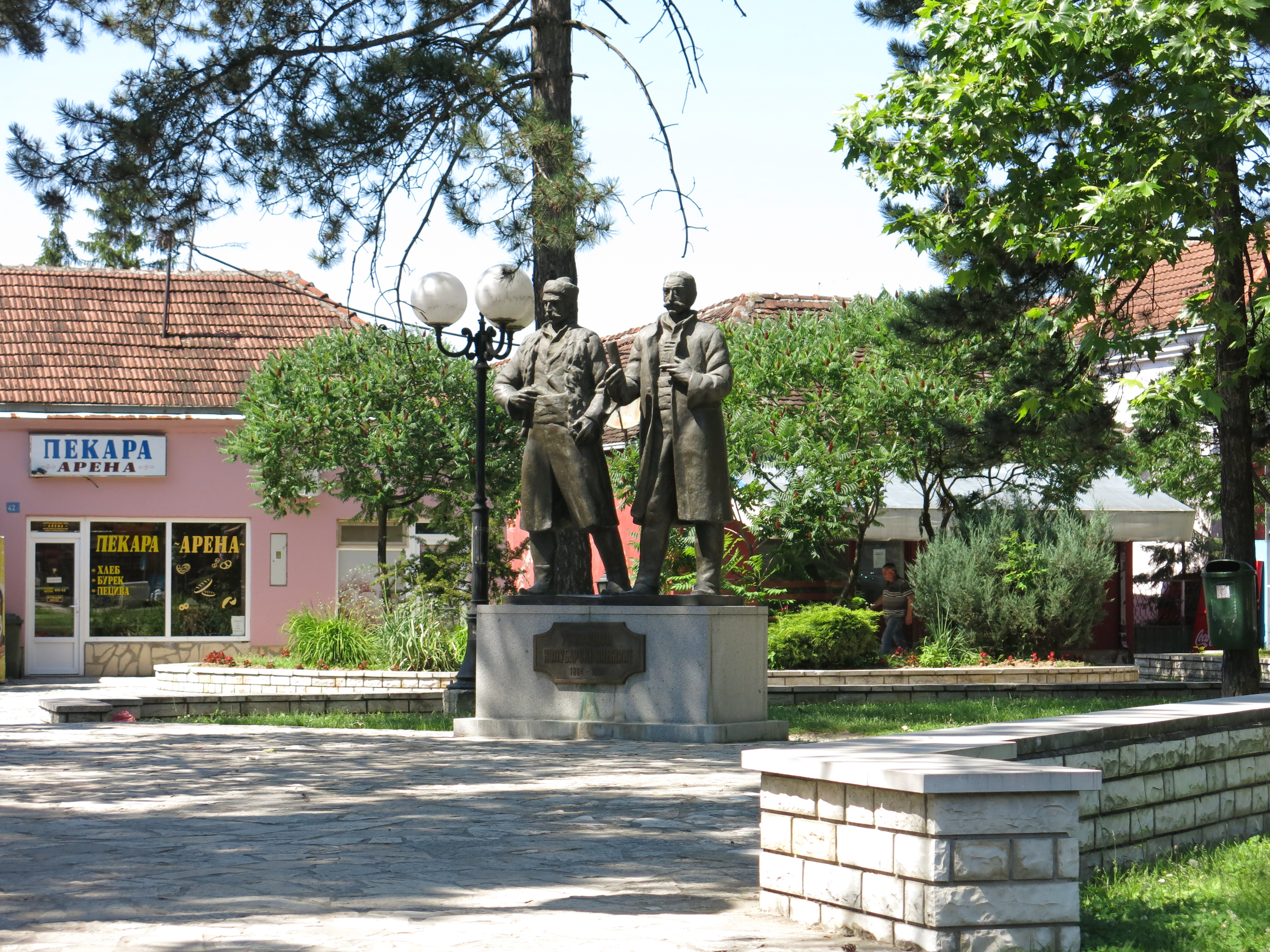
Городской парк

## Население
| Население | Год  |
| --------- | ---- |
| 568       | 1948 |
| 656       | 1953 |
| 860       | 1961 |
| 1227      | 1971 |
| 1438      | 1981 |
| 1679      | 1991 |
| 1723      | 2002 |
| 1620      | 2011 |

| Национальность     | Численность | Доля в населении |
| ------------------ | ----------- | ---------------- |
| Сербы              | 1663        | 96,51 %          |
| Цыгане             | 17          | 0,98 %           |
| Югославы           | 4           | 0,23 %           |
| Словенцы           | 3           | 0,17 %           |
| Славяне-мусульмане | 2           | 0,11 %           |
| Хорваты            | 1           | 0,05 %           |
| Венгры             | 1           | 0,05 %           |
| Македонцы          | 1           | 0,05 %           |
| Буневцы            | 1           | 0,05 %           |
| не указали         | 25          | 1,45 %           |

На протяжении второй половины XX века население Мионицы стабильно росло, одно демографический кризис, характерный для постсоциалистической Восточной Европы, затронул и город — с 2000-х годов население уменьшается.